# Кадрик
Ка́дрик (профессиональный термин) — одно отдельное неподвижное изображение на киноплёнке. Последовательная проекция кадриков на экран позволяет воспроизвести движущееся изображение, предварительно записанное на киноплёнку киносъёмочным аппаратом. В звуковом кинематографе в секунду на экране сменяется 24 кадрика — это считается нормальной частотой киносъёмки и кинопроекции, измеряемой в кадрах в секунду.

## Происхождение термина
Понятие кадрика существует в кинематографии для разделения понятия отдельного неподвижного изображения и понятия монтажного «кадра», обозначающего отрезок киноплёнки, на котором запечатлено непрерывное действие между пуском и остановом киносъёмочного аппарата или между двумя монтажными склейками. В разговорном языке монтажное понятие «кадр» часто называют «план». Кроме того, понятием «кадр» обозначается изображаемая картина и её границы. Слово кадрик имеет чисто технологический смысл и обозначает единичный элементарный фотоснимок на киноплёнке. Вне профессиональной кинематографической среды кадрик может называться кадром, например, при обозначении частоты киносъёмки.
Геометрические размеры и соотношение сторон кадрика определяются аналогичными характеристиками кадрового окна киносъёмочного аппарата, через которое происходит экспонирование светочувствительной киноплёнки. Размер и расположение кадриков на киноплёнке являются главными характеристиками формата кинофильма (фильмокопии) и в конечном счёте определяют качество изображения, получаемого на экране.